# 伊予亀岡駅
伊予亀岡駅（いよかめおかえき）は、愛媛県今治市菊間町佐方にある四国旅客鉄道（JR四国）予讃線の駅である。駅番号はY44。

## 歴史
- 1925年（大正14年）6月21日：開業[3]。
- 1971年（昭和46年）11月8日：貨物および荷物扱い廃止[4]。無人駅となる[5]。
- 1987年（昭和62年）4月1日：国鉄分割民営化により、四国旅客鉄道の駅となる[3]。
- 2021年（令和3年）12月：上家のみの簡素駅舎に改築。

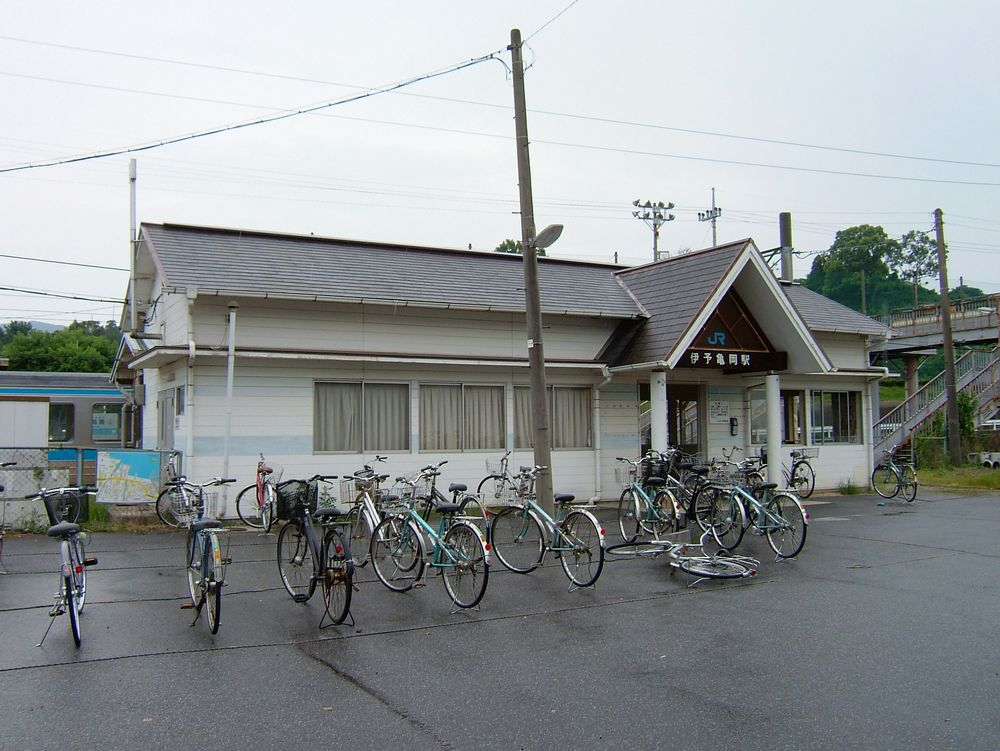
旧駅舎（2006年8月）

## 駅構造
無人駅。簡素駅舎。1番線が上り副本線、2番線が上下本線（今治駅方制限速度80km/h、松山駅方制限速度90km/h）、3番線が下り副本線の2面3線のホームを持つ地上駅となっている。このため、特急などの通過列車は上下線ともに原則として2番線を通行するが、停車列車については方向別にホームを使い分ける。

### のりば
| のりば | 路線    | 方向 | 行先                       |
| ------ | ------- | ---- | -------------------------- |
| 1      | ■予讃線 | 上り | 今治・伊予西条・高松方面   |
| 2・3   | ■予讃線 | 下り | 伊予北条・松山・伊予市方面 |

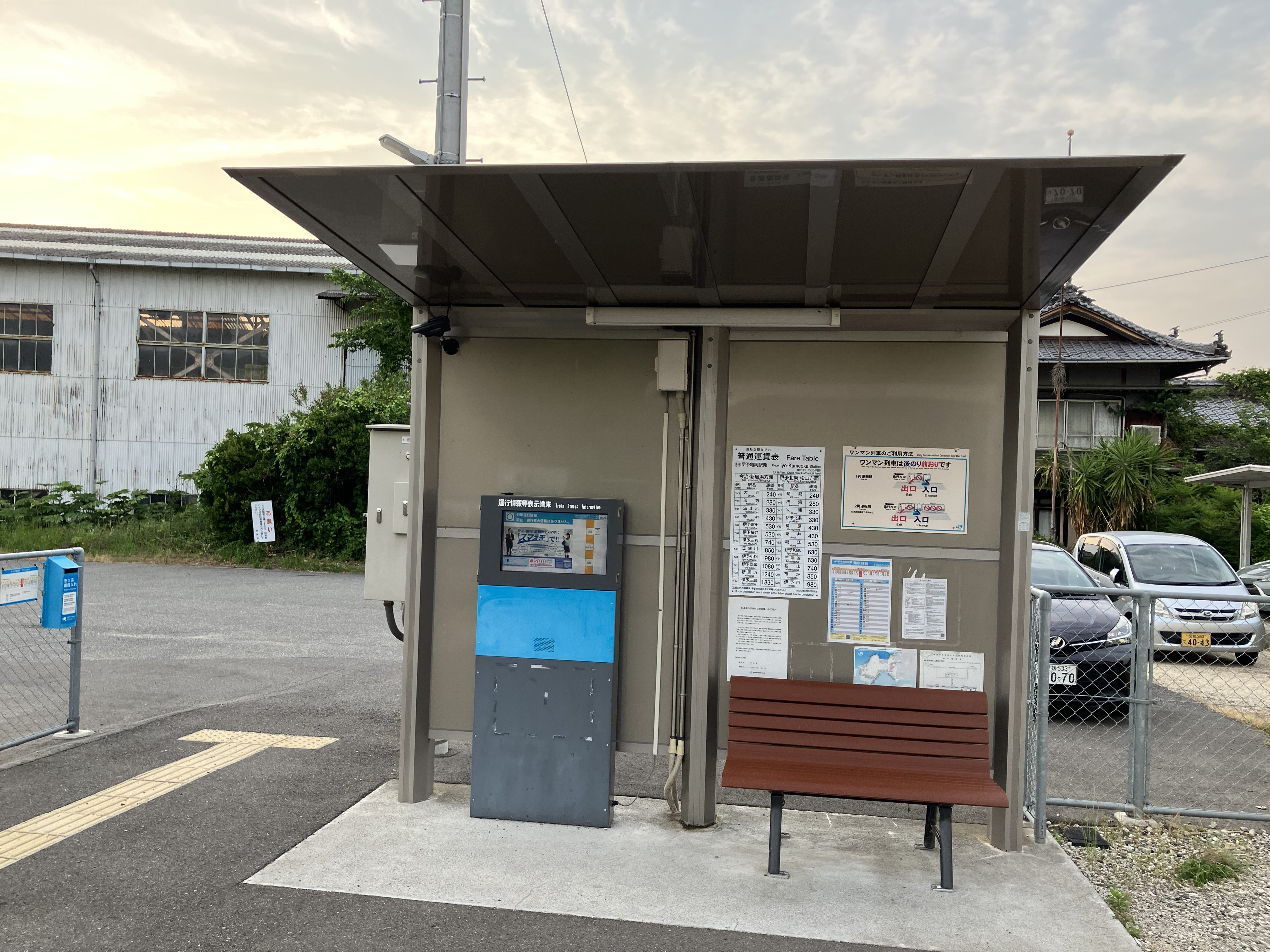
駅舎内（2025年5月）
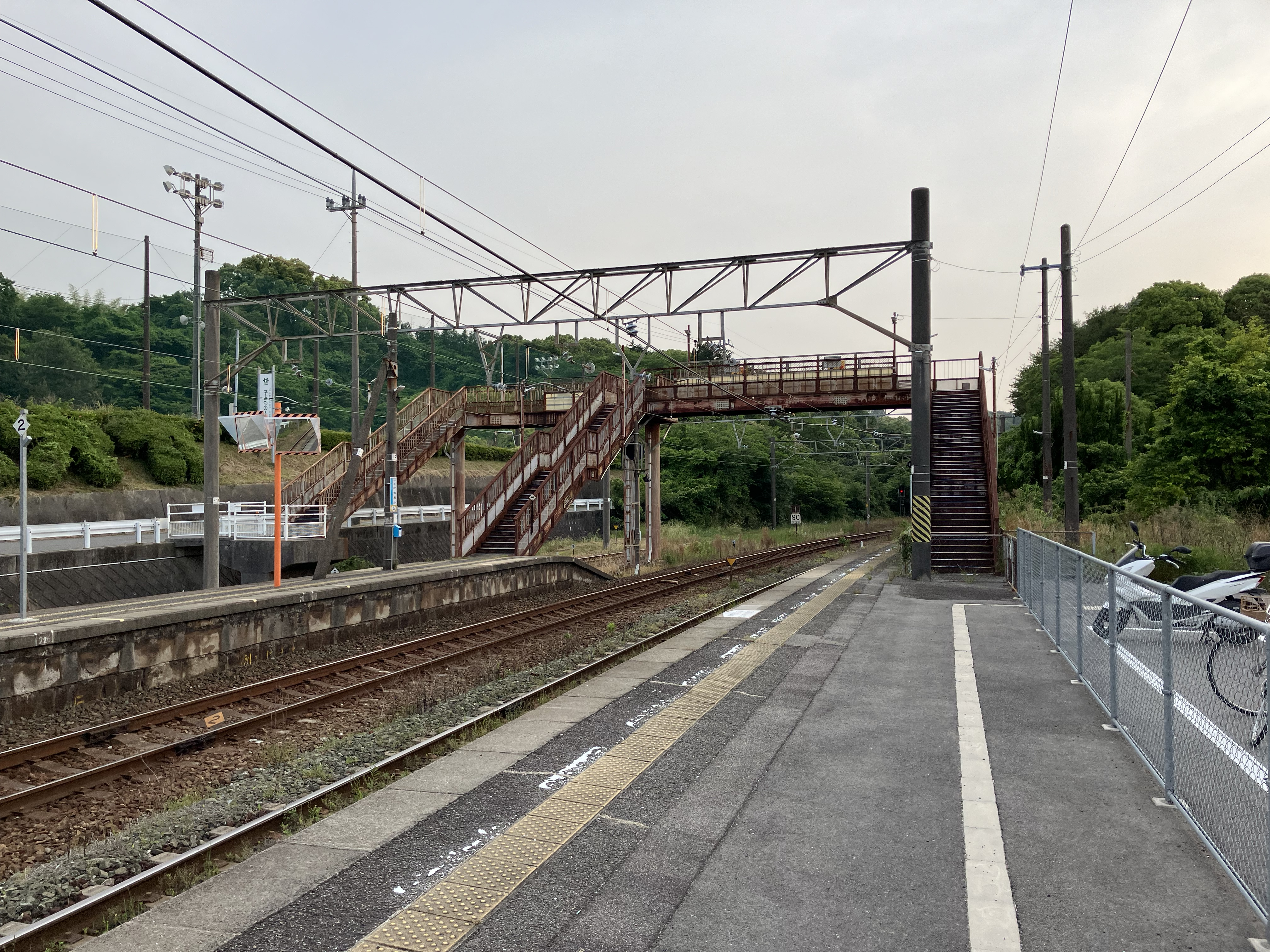
駅のホーム（2025年5月）
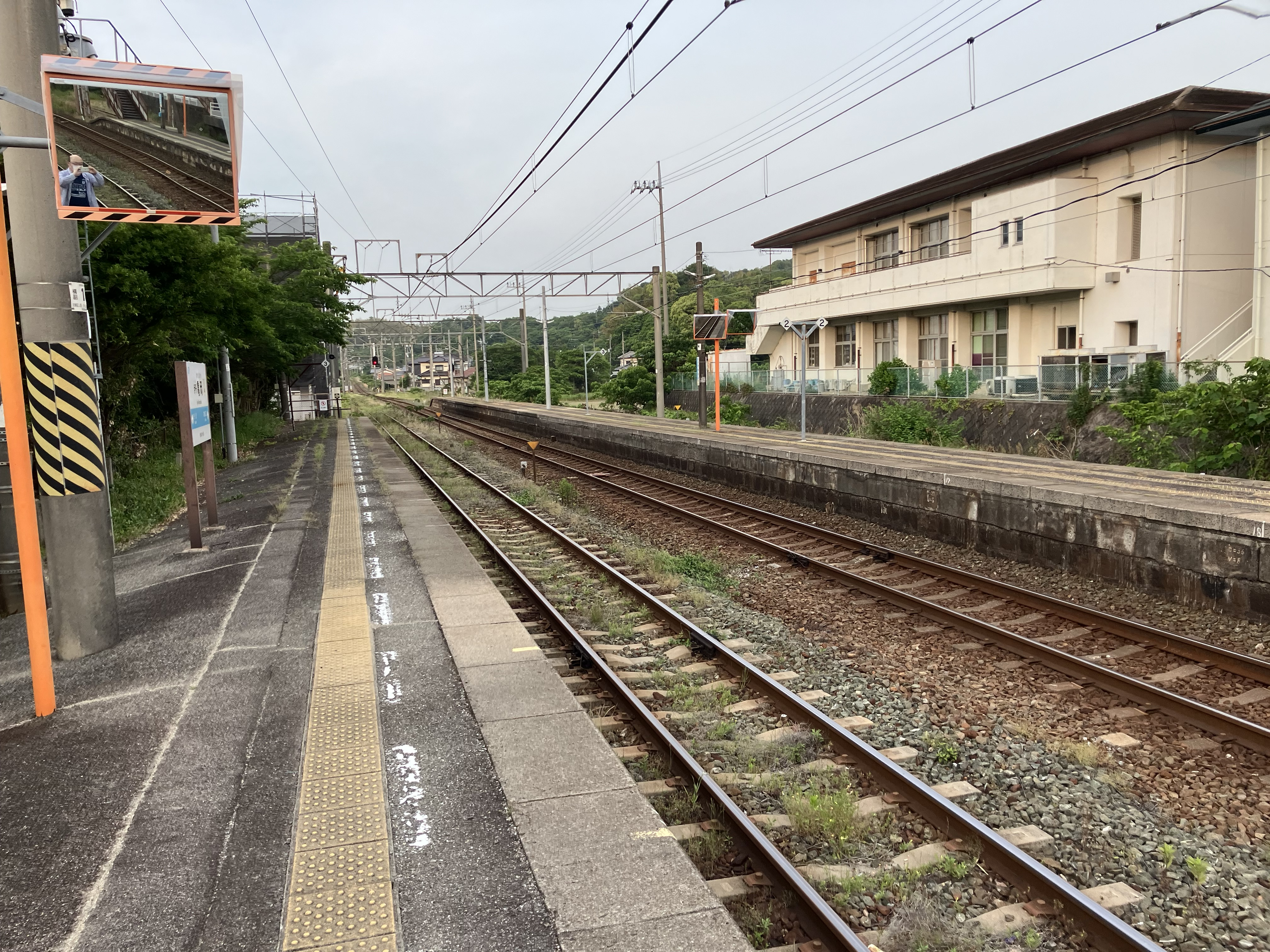
駅のホーム（2025年5月）

## 駅周辺
駅北側を国道196号と愛媛県道167号線が通り、その道路の間に小学校がある。所々に民家が建つが、田畑もある。そこから海沿いへ抜けると石油備蓄基地に至る。駅裏側にはグラウンドがあり、その東側に田畑が大きく広がる。
- 今治市立亀岡小学校
- 菊間国家石油備蓄基地
- 亀岡グラウンド
- 円福寺
- 貴布禰（）神社
- 亀山八幡神社
- 太陽石油四国研修センター（旧亀岡学習センター）
- 国道196号
- 愛媛県道167号伊予亀岡停車場線
- 瀬戸内運輸（せとうちバス）「亀岡」停留所、「種」停留所
  - 今治営業所行き（大西・今治駅前経由）/菊間行き（太陽石油前経由）

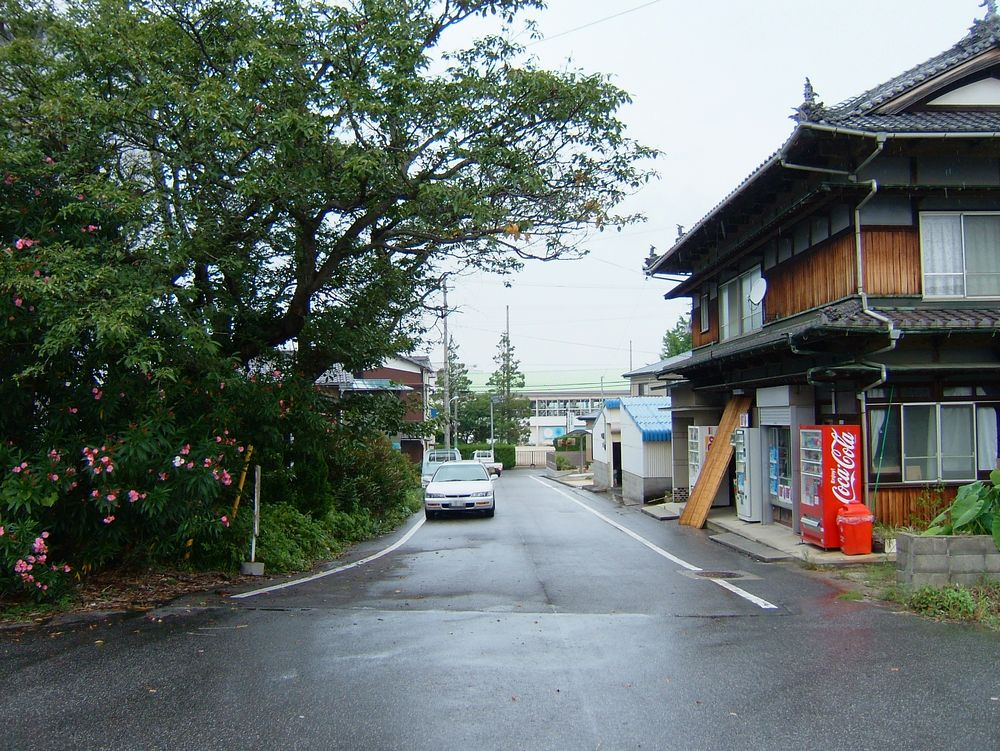
駅前風景（2006年8月）

## 隣の駅
四国旅客鉄道（JR四国）
■予讃線
大西駅 (Y43) - 伊予亀岡駅 (Y44) - 菊間駅 (Y45)